# 斯洛維尼亞海岸線

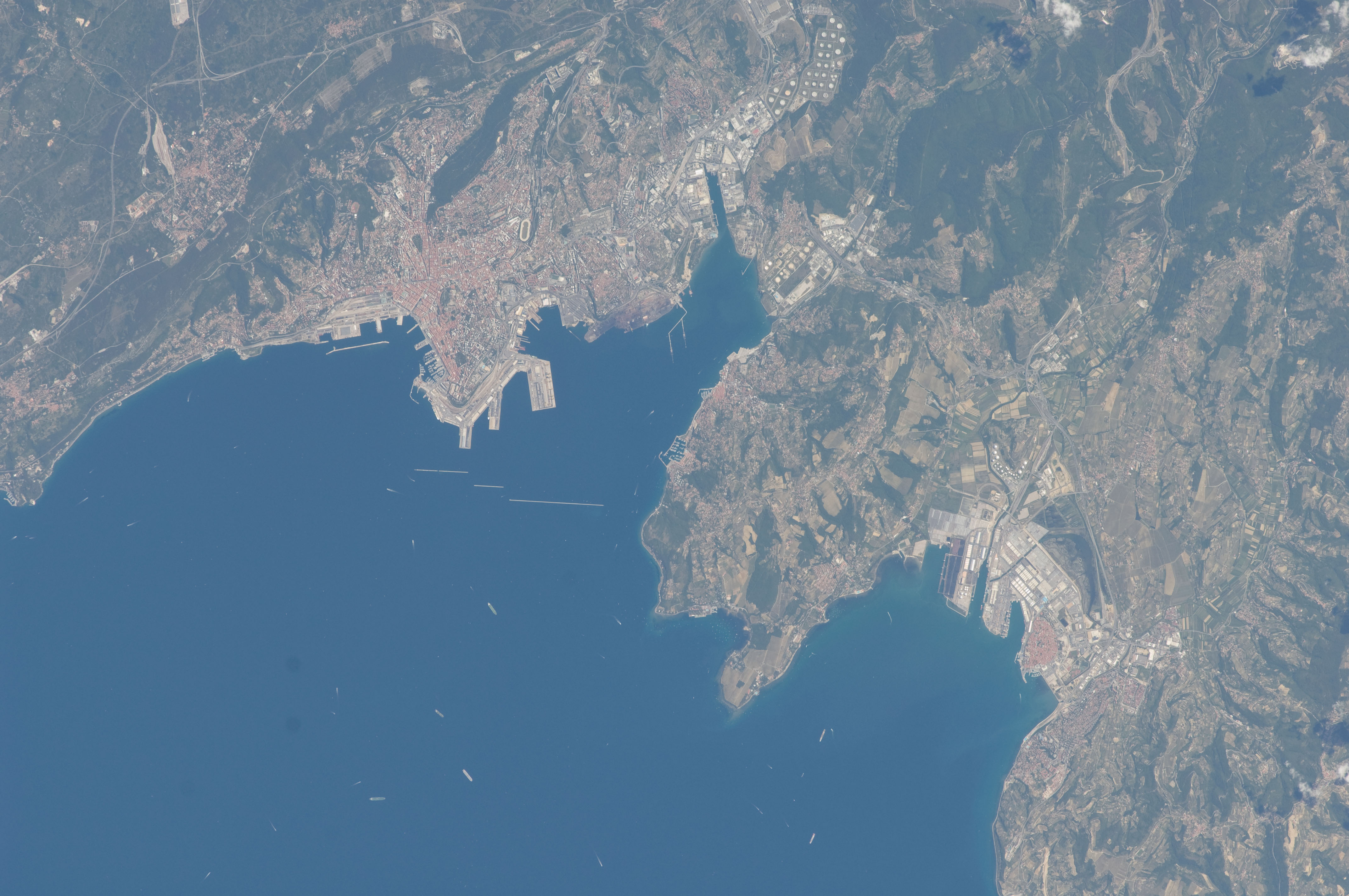
衛星地圖

斯洛維尼亞海岸線是斯洛維尼亞的海岸線，位於亞德里亞海的特里亞斯特灣。斯洛維尼亞海岸線是伊斯特里亞半島海岸線的一部分，全長46.6公里。斯洛維尼亞海岸線的主要城市有科佩爾、皮蘭、伊佐拉，沿海共有14個居民點。

## 外部連結
- Slovenian coast and the sea bottom （页面存档备份，存于）
- Some infos and maps about Slovenian Riviera （页面存档备份，存于）

45°33′N 13°44′E / 45.550°N 13.733°E